# Chathamalbatros
De chathamalbatros (Thalassarche eremita) is een vogel uit de familie van de albatrossen (Diomedeidae). Deze zeevogel werd in 1930 door Robert Cushman Murphy als ondersoort van de witkapalbatros (T. cauta) geldig beschreven. Het is een kwetsbare endemische broedvogel van de Chathameilanden.

## Kenmerken
Dit is een vrij grote albatros, de vogel is 90 tot 100 cm lang en weegt 3,1 tot 4,7 kg, de mannetjes wegen gemiddeld 0,7 kg meer dan de vrouwtjes. De spanwijdte is 243 cm. De zeevogel heeft een grijze bovenzijde en witte onderzijde. De randen van de vleugels zijn van onder zwart. Volwassen vogels hebben een grijze kop en keel. De grote snavel is geel met een donker vlekje op de punt van de ondersnavel. De vogel is iets kleiner dan de witkapalbatros die een lichter gekleurde kop heeft en een grijsgele snavel.

## Verspreiding en leefgebied
Deze soort is endemisch op de Chathameilanden. De vogel broedt daar op een rotseiland (The Pyramid) in het zuiden van de archipel. Het terrein van de broedkolonie bstaat uit lage, droge vegetatie tot op 350 m boven zeeniveau. Uit tellingen, zowel vanuit de lucht als op de broedplaats, blijkt dat er sinds de jaren 1970 tussen de 3000 en 5000 broedparen zijn. Uit onderzoek met gezenderde vogels blijkt dat de vogels uitzwermen tussen het westen van Tasmanië tot de kustwateren van Chili.

## Status
De chathamalbatros heeft een zeer klein broedgebied en daardoor is de kans op uitsterven aanwezig. De grootte van de populatie werd in 2018 door BirdLife International geschat op 11.000 volwassen individuen en de populatie-aantallen zijn stabiel. Extreme weersomstandigheden zoals zware stormen zijn schadelijk voor de broedkolonie. Ook worden soms kuikens (illegaal) verzameld voor consumptie. Verder hebben deze zeevogels te lijden door de langelijnvisserij. Om deze redenen staat deze soort als kwetsbaar op de Rode Lijst van de IUCN.

Chathamalbatrossen in vlucht
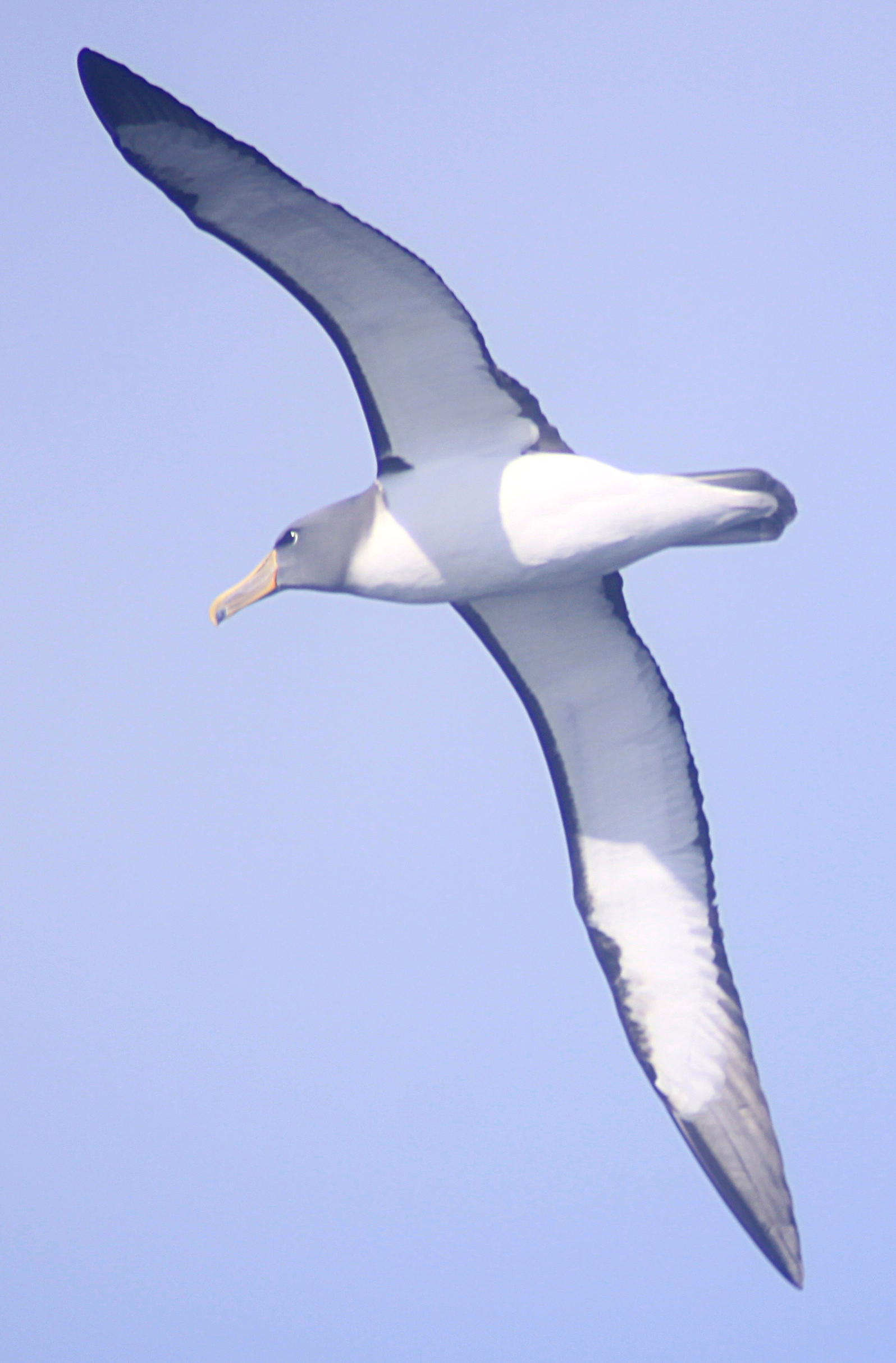
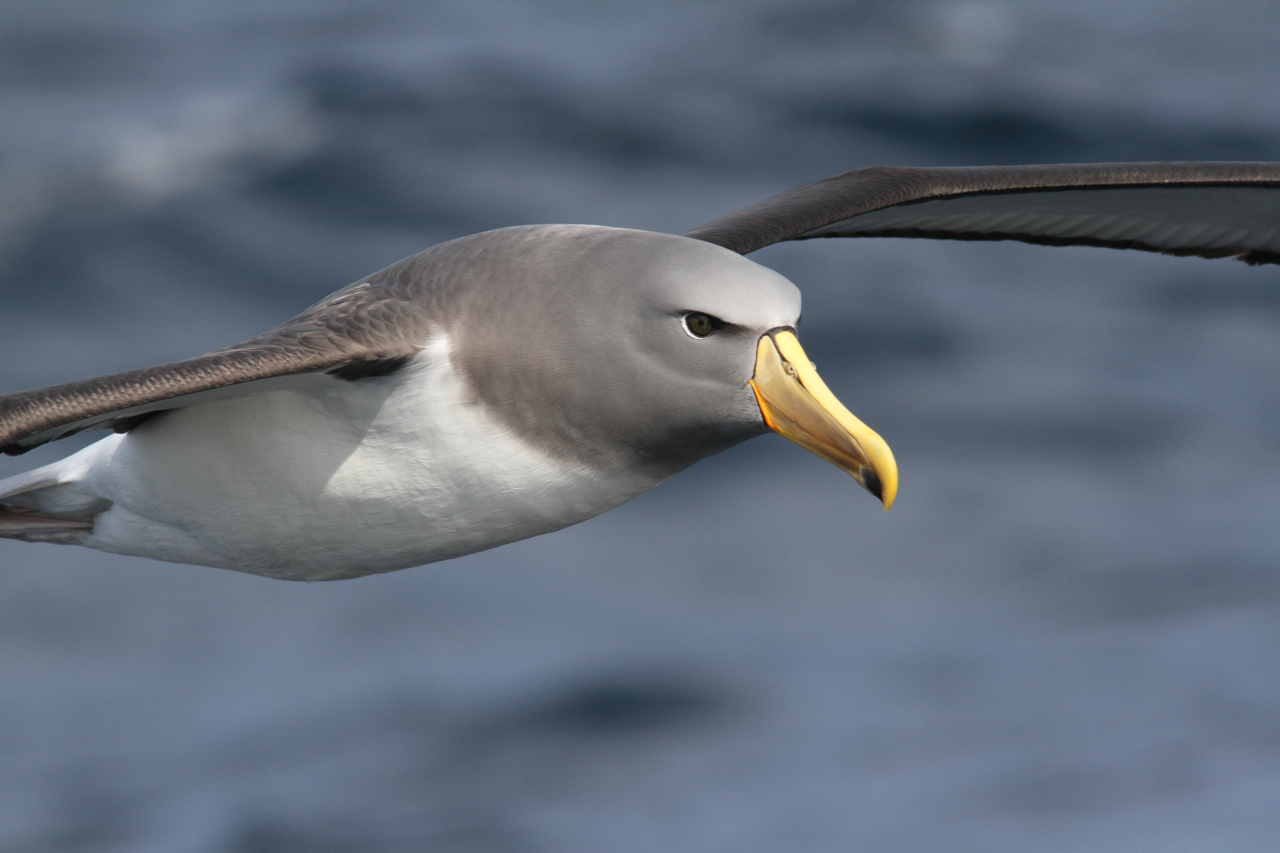